# پل هوراه (فیلم ۱۹۵۸)
شعله (به هندی: Jwala) فیلمی محصول سال ۱۹۵۸ و به کارگردانی شاکتی سامانتا است. در این فیلم بازیگرانی همچون آشوک کومار، مدهوبالا، کی.ان. سینگ، مادان پوری، اوم پراکاش، محمود علی و هلن ایفای نقش کرده‌اند.